# Gimme Some Truth
〈Gimme Some Truth〉는 존 레논이 쓰고 연주한 민중가요이다. 이 음반은 그의 1971년 음반인 《Imagine》에 처음 발매되었다. 〈Gimme Some Truth〉는 베트남 전쟁 후반기에 쓰여진 당시부터 등장한 다양한 정치적 언급을 담고 있다.

## 기원
이 곡에 대한 작업은 1969년 1월 비틀즈의 〈Get Back〉 세션 동안 시작되었는데 이 세션은 결국 《Let It Be》로 발전했다. 멤버들의 솔로 음반에 실리게 될 노래를 부르는 해적판에는 〈Gimme Some Truth〉라는 곡이 나온다.

## 녹음
레논은 1971년 5월 25일 애스콧 사운드 스튜디오에서 〈Gimme Some Truth〉를 녹음했다. 1971년 5월 28일 그의 리드 보컬 오버더빙도 영화로 촬영되었다.